# Robert Iwaszkiewicz
Robert Jarosław Iwaszkiewicz (Breslavia, 17 maggio 1962) è un politico polacco.
È stato eletto europarlamentare alle Elezioni europee del 2014 per il partito Congresso della Nuova Destra, da cui è uscito per fondare nel gennaio 2015, assieme a Janusz Korwin-Mikke, il nuovo partito di estrema destra KORWiN.

## Attività politica
Dopo l'elezione al parlamento europeo inizialmente rimane nel gruppo dei Non iscritti assieme ai suoi compagni di partito. Il 20 ottobre 2014 si è unito al gruppo Europa della Libertà e della Democrazia Diretta, che si era sciolto quattro giorni prima a causa dell'abbandono della parlamentare Lettone Iveta Grigule. La sua adesione ha permesso di riformare il gruppo. Iwaszkiewicz ha dichiarato di essersi unito al gruppo poiché concorda con le iniziative dell'UKIP a favore della libera economia di mercato e contro la burocrazia europea.
Dal 2010 è il membro dell'Organizzazione di Monarchici Polacchi.